# Midway Games
Midway Games (o sovint anomenada només Midway) és una empresa estatunidenca publicadora de videojocs. Alguns dels seus millors títols sota aquesta companyia poden ser el Ms. Pac-Man, Spy Hunter, Tron, Mortal Kombat, i el NBA Jam.

## Història
Midway Manufacturing Company (Midway Companyia de Fabricació) va començar el 1958 com una fàbrica independent d'equipament per a entreteniment. Va ser comprada per Bally en 1969. Després d'alguns anys creant mecànicament jocs arcade semblants a tirar bitlles i simuladors de l'oest de trets, Midway va arribar a ser en 1973 una de les primeres companyies americanes creadores de videojocs arcade. Durant els anys 1970, Midway va estar molt lligada a la desenvolupadora japonesa de videojocs Taito Corporation, ambdues companyies molt lligades, amb autoritzacions per a la fàcil distribució de jocs als seus respectius països. Midway va entrar al mercat consumista el 1977 gràcies a Bally Home Library Computer; l'únic sistema que mai no va ser desenvolupat per Midway.
Els esdeveniments crucials van arribar a Midway durant 1978, amb la distribució del joc d'arcade Space Invaders en Amèrica. Aquest va ser seguit per la versió nord-americana de Namco, Pac Man. Ms Pac Man (1981) li va seguir, convertint-se en un dels jocs arcade més aclamats.
El 1981, Bally, es va unir amb Midway per formar la divisió Bally/Midway Manufacturing (Fàbrica Bally/Midway). Tres jocs van ser llançats aquell any: Solar Foz, Lanzarian i Satan's Hollow sent el primer a caracteritzar a la marca Bally/Midway. A prop del final dels setanta, i durant els finals dels vuitanta, Midway va ser el principal productor de videojocs arcade en els EUA
La divisió Bally/Midway va comprar el 1988 la companyia d'arcade, Williams Electronics Games mentre era la seva corporació WMS Industries Inc. L'adquisició de WMS va començar el final de l'original Midway, encara que WMS retenia la majoria dels empleats de Midway. Midway va moure la seva base des de Franklin Park, Illinois a la base Williams, a Chicago, i WMS va establir el 1988 la nova (i actualment en ús) companyia de Midway com una corporació noliejada a Delaware. WMS va obtenir els drets de Bally per usar la marca "Bally" per als seus jocs de màquines fins que Bally va obtenir completament els permisos de les indústries d'arcades/màquines recreatives per concentrar-se en casinos i màquines escurabutxaques.
Amb la possessió de WMS, Midway inicialment va continuar la seva producció de jocs arcade sota el distintiu Bally/Midway, mentre produïen taules de pinbal sota la marca "Bally". En 19991, no obstant això Midway va absorbir la divisió de videojocs de Williams i va començar a crear jocs d'arcade sota la possessió del nom de nou (amb la part "Bally"). Molt de temps després, el 1996, WMS va comprar Time-Warner Interactive, inclosa Atari Games, part de la gegantina formació Atari Inc. 1996 va significar el canvi del nom corporatiu original de Midway, Midway Manufacturing a Midway Games Inc. a causa de la seva entrada al món del mercat de consoles casolanes. La divisió arcade original es va convertir a Midway Amusement Games i novament creada la divisió casolana coneguda com a Midway Home Entertainment.
El 1998, Midway va vendre els seus magatzems de Wms, fent Midway una companyia independent per primera vegada en 30 anys. Midway va prendre Atari Games, com a únic accionista Midway de la part dividida d'aquesta. Després de la divisió, Midway va conservar alguns dels executius de l'equip d'administració de WMS i va usar les seves instal·lacions comunitàries amb WMS com a unió alguns anys. Durant aquest temps Midway no va ser soci de WMS, va acabar per no usar cap instal·lació de WMS i amb tots els acords amb WMS, Midway per alguns dies va compartir un director en senyal de les antigues relacions de la companyia.
Al final de 1999, Midway es va sortir del món de les màquines recreatives per concentrar-se en els videojocs. El Gener de 2000, Midway va canviar el nom de la subsidiària "Atari Games" a Midway Games West, en resposta a la confusió amb l'altra companyia Atari, després de ser obtinguda per Hasbro Interactive.
Midway va callar en uns anys durs fins a la meitat dels 2000. El juny de 2001, la companyia va tancar la divisió a causa de les pèrdues financeres. El febrer de 2003, Midway va tancar Midway Games West, posant final a la que seria l'original Atari. L'Octubre de 2003, Midway va dir que esperaven veure 100 milions de dòlars en pèrdues el 2003, en vendes sobre uns altres 100 milions.
En 2004 Midway va començar a comprar al boig, estudis independents desenvolupadors de videojocs, com a "reforç a productes propis desenvolupats per l'equip desenvolupador i per reforçar la nostra habilitat per fer jocs de gran qualitat" (de l'equip d'informació de Midway el Maig de 2005). L'abril de 2004, Midway adquireix Surreal Software de Seattle, Washington. L'Octubre de 2004 ells adquireixen inveitable Entertainment d'Austin, Texas (ara coneguda com a Midway Austin). El desembre de 2004 ells van adquirir Paradox Development of Moorpark, Califòrnia.
El 4 d'agost de 2005, Midway va adquirir base privada australiana ajudanta dels desenvolupadors Ratbag Games. L'estudi va ser rebatejat a Midway Studios-Australia. Quatre mesos després, el 13 de desembre, Midway va anunciar als seus empleats que tancaria l'estudi, deixant els empleats de l'estudi sense feina. Dos dies més tard, el 15, l'estudi va tancar i els seus establiments buits.
El 2007, Midway està submergida en una batalla legal amb Mindshadow Entertainment pels drets de videojoc Psi-Ops. Segons Loredana Nesci i Steven Lowe, advocats de Mindshadow, Midway Games va copiar la història Psi-Ops d'una captura de pantalla escrita i obtinguda dels seus clients.
Fundada el 1958, Midway és la més vella companyia dels Estats Units, que està encara en la indústria d'avui en dia. Midway Games té la seva base a Chicago, Illinois.

## Llista de videojocsarcadedesenvolupats o amb la llicència de Midway (selecció)

### Videojocs
- Arch Rivals
- Area 51
- Baby Pac-Man
- Blaster
- Bubbles
- California Speed
- Cruis'n Exotica
- Cruis'n USA
- Cruis'n World
- Defender
- Discs of Tron
- Domino Man
- Extra Bases
- Gauntlet
- Gorf
- Hydro Thunder
- High Impact Football
- Joust
- Joust 2 ¹
- Jr. Pac-Man
- Killer Instinct
- Kozmik Krooz'r
- Mace: The Dark Age
- Mortal Kombat
- Mortal Kombat II
- Mortal Kombat 3
- Ms. Pac-Man
- NARC
- NBA Jam
- NBA Showtime
- NFL Blitz
- Omega Race
- Pigskin 621 A.D.
- Primal Rage
- Professor Pac-Man
- Rampage
- Rampage World Tour
- Revolution X (1994)
- Robotron 2084 ¹
- Root Beer Tapper
- San Francisco Rush
- San Francisco Rush The Rock: Alcatraz Edition
- San Francisco Rush 2049
- Satan's Hollow
- Space Encounters
- Space Zap
- Splat!
- Spy Hunter
- Spy Hunter II
- Stargate
- Strike Force
- Super High Impact Football
- Tapper
- Timber
- Tron
- Twisted Edge Snowboarding
- Wacko
- War Gods
- Wizard of Wor
- Xenophobe

### De tipuspinball
- The Addams Family
- Creature From the Black Lagoon
- The Twilight Zone
- Attack From Mars
- Cirqus Voltaire
- Lady Luck (1986)

## Llista de videojocs de consola desenvolupats o amb la llicència de Midway (selecció)
- The Ant Bully (videojoc)
- Area 51 (acció en primera persona del 2005)
- The Buzz on Maggie: Bugnapped (Va ser venut de la Disney a Midway)
- Ed, Edd n Eddy: The Mis-Edventures
- Blitz: The League
- Doom 64
- Freaky Flyers
- Gauntlet: Dark Legacy
- Gravity Games Bike: Street Vert Dirt
- The Grim Adventures of Billy and Mandy (videojoc)
- MLB Slugfest Series
- Mortal Kombat: Deadly Alliance
- Mortal Kombat: Deception
- Mortal Kombat: Shaolin Monks
- Mortal Kombat: Armageddon
- NHL Hitz series
- Psi-Ops The Mindgate Conspiracy
- RedCard 20-03
- Shadow Hearts (Saga de RPG desenvolupat per l'empresa japonesa Sacnoth)
- Spy Hunter: Nowhere to Run (videojoc)
- Stranglehold
- TNA iMPACT!
- The Suffering(Xbox,PS2)
- The Suffering: Ties That Bind(Xbox,PS2)
- The Wheelman
- World Racing Championship

## Màquines recreatives
Algunes d'elles:
| - Astrocade - MCR - MCR II - MCR III - MCR-68 - Y-Unit (1991-1992) | - T-Unit (1993) - X-Unit (1994; usat només en el Revolution X) - Wolf Unit (1994-1996) - V-Unit (1995-1996) - Zeus - Zeus II | - Seattle - Vegas |

 selecció